# (48440) 1989 YO2
(48440) 1989 YO2 là một tiểu hành tinh vành đai chính. Nó được phát hiện bởi Robert H. McNaught ở Đài thiên văn Siding Spring ở Coonabarabran, New South Wales, Australia, ngày 30 tháng 12 năm 1989.